# Sieur Dubois
Sieur Dubois e Sieur D. B. são pseudônimos de um viajante que chegou às ilhas de Madagascar e Reunião na época inicial da colonização francesa. Ele escreveu um livro na França, em 1674, sobre suas aventuras e a vida selvagem que viu nas ilhas, descrevendo detalhes de aves endêmicas em Reunião que, mais tarde, se tornaram extintas.